# Chuwi

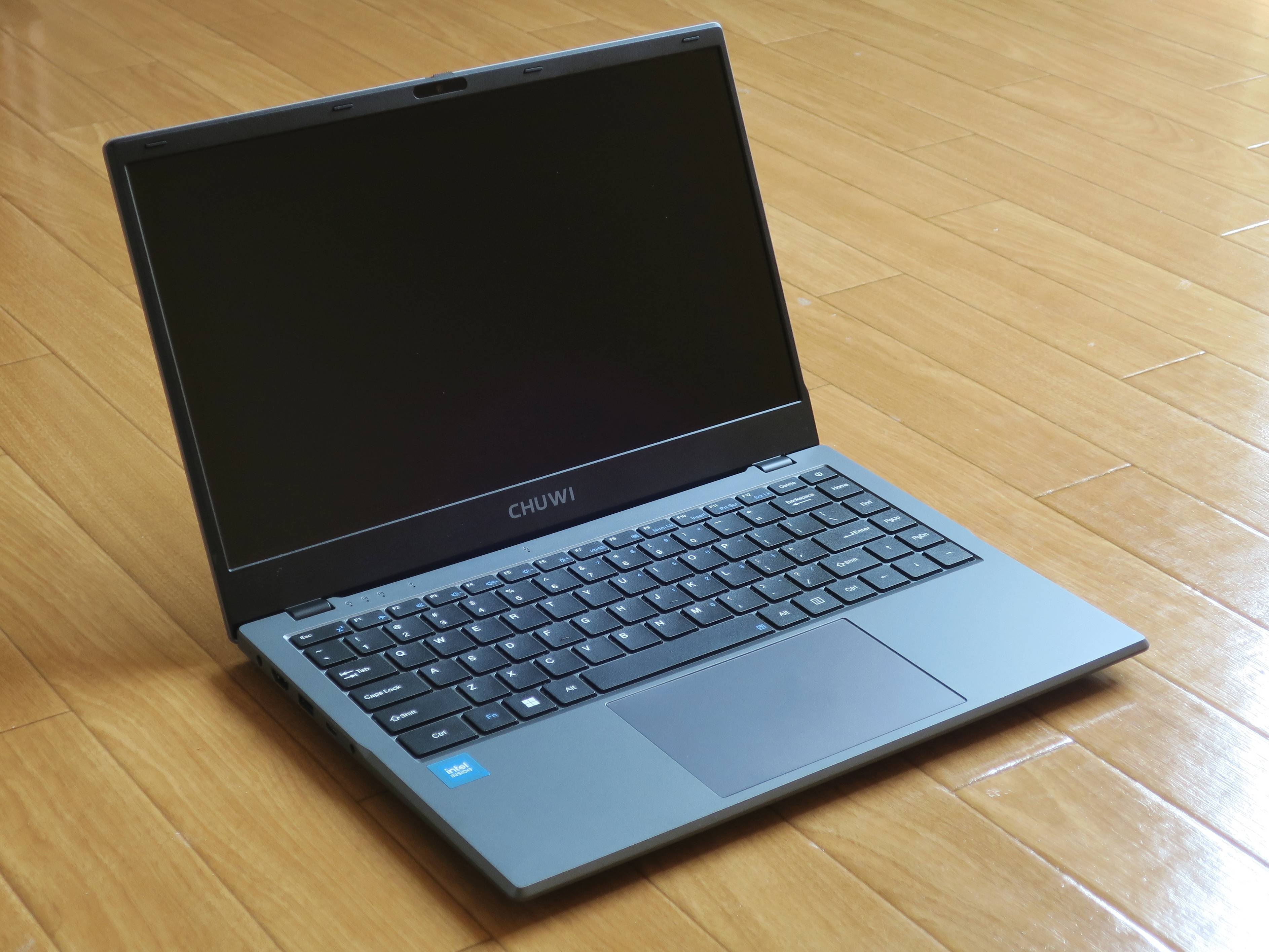
Chuwi GemiBook XPro

Chuwi, pełna nazwa Chiwei Innovation Technology (Shenzhen) Co., Ltd. (chiń. 驰为创新科技（深圳）有限公司) – chińskie przedsiębiorstwo elektroniczne, specjalizujące się w produkcji tabletów, laptopów i mini PC. Przedsiębiorstwo zostało założone w 2004 roku, a swoją siedzibę ma w Shenzhen (prowincja Guangdong).
Pierwotnie Chuwi zajmowało się tworzeniem odtwarzaczy MP3 i MP4 oraz innych urządzeń multimedialnych. Po nawiązaniu współpracy z producentem układów scalonych MediaTek przedsiębiorstwo zaczęło intensywniej rozwijać urządzenia z systemem Android. Od 2015 roku urządzenia Chuwi zyskały większą dostępność na rynku globalnym.
Oprócz projektowania urządzeń pod własną marką Chuwi prowadzi także produkcję OEM. Produkty Chuwi zostały wykorzystane w ramach japońskiego programu „jedno urządzenie na ucznia” w prefekturze Tokushima, gdzie dostarczono je do szkół średnich w celu wspierania edukacji cyfrowej.